# Шарлот Люис (Изгубени)
Д-р Шарлот Стейпълс Люис (на английски: Charlotte Staples Lewis) е героиня от телевизионния сериал на телевизия ABC „Изгубени“. Ролята се изпълнява от Ребека Мейдър. Шарлот е представена във втория епизод на четвърти сезон. Тя е антрополог, изпратена с мисия на острова, където Полет 815 се разбива. На острова тя първоначално е държана като заложник на един от оцелелите - Джон Лок (Тери О'Куин), но е освободена когато разменя мястото си с друг човек от екипа ѝ. Тя помага за предотвратяването на изпускането на отровен газ над острова и започва взаимоотношения с Даниъл Фарадей (Джеръми Дейвис). В пети сезон тя и другите обитатели на острова започват да пътуват във времето, което ѝ причинява главоболие и кръвотечение от носа, което в крайна сметка причинява смъртта ѝ. В българския дублаж Шарлот се озвучава от Милена Живкова, а в пети и шести сезон на AXN от Мая Кисьова.
Въпреки че първоначално е замислено да бъде американка, националността на Шарлот е променена на британска, след като продуцентите са впечатлени от прослушването на английската актриса Ребека Мейдър. Тя е трябвало да участва само в осем епизода от четвъртия сезон, но поради стачката на сценаристите в Америка през 2007-2008 ролята ѝ е доразвита, вследствие на което тя участва в петнадесет епизода по време на четвъртия и петия сезон. Представянето на Шарлот, както и на други три нови герои от кораба в четвърти сезон, се приема добре, но сюжетните линии за последните епизоди с нейно участие са възприети по различен начин, въпреки че актьорските умения на Мейдър са хвалени от критиците.